# Horn (Zwitserland)
Horn is een gemeente en plaats in het Zwitserse kanton Thurgau, en maakt deel uit van het district Arbon. De plaats ligt aan het Bodenmeer en is door het Sankt Gallen gescheiden van de rest van het kanton Thurgau.
Horn telt 2332 inwoners.